# Vermillion (Kansas)
Vermillion es una ciudad ubicada en el condado de Marshall en el estado estadounidense de Kansas. En el año 2010 tenía una población de 112 habitantes y una densidad poblacional de 160 personas por km².

## Geografía
Vermillion se encuentra ubicada en las coordenadas 39°43′8″N 96°15′55″O / 39.71889, -96.26528 (39.718860, -96.265214).

## Demografía
Según la Oficina del Censo en 2000 los ingresos medios por hogar en la localidad eran de $24,167 y los ingresos medios por familia eran $52,188. Los hombres tenían unos ingresos medios de $36,250 frente a los $11,000 para las mujeres. La renta per cápita para la localidad era de $17,082. Alrededor del 9.9% de la población estaban por debajo del umbral de pobreza.